# غلاديس أوينبوت
غلاديس أوينبوت (بالإنجليزية: Gladys Oyenbot)‏ (مواليد 11 يوليو 1982)، هي مُمثلة ومُغنية ومُنتجة أوغندية.

## وصلات خارجية
- غلاديس أوينبوت على موقع IMDb (الإنجليزية)